# Zahrad
Zareh Yaldizciyan (* 10. Mai 1924 in Nişantaşı, Istanbul; † 20. Februar 2007 ebd.), bekannt unter seinem Schriftstellernamen Zahrad (armenisch Զահրատ), war ein Schriftsteller armenischer Abstammung, der in der Türkei lebte und Gedichte in westarmenischer Sprache schrieb.

## Biografie
Zahrads Vater Movses war Jurist, Berater und Übersetzer für das osmanische Außenministerium. Er starb, als Zareh drei Jahre war. Seine Mutter Ankine stammte aus dem Bezirk Samatya. Zareh wuchs mit seinem Großvater mütterlicherseits, Levon Vartanyan, auf.
1942 graduierte Zahrad an der Özel Pangaltı Ermeni Lisesi, dem örtlichen armenisch-mechitaristischen Gymnasium. Er studierte an der Fakultät für Medizin der Universität Istanbul und begann dann zu arbeiten. Aus Furcht, seine Familie würde seinen Wunsch, Dichter zu werden, nicht akzeptieren, nahm er das Pseudonym „Zahrad“ an. Im November 1963 heiratete er Anayis Antreasian.

## Werk
Zahrads Gedichte wurden in 22 Sprachen übersetzt. Lewon Ananjan, der Präsident der Schriftstellerunion Armeniens, charakterisiert Zahrad als „die riesige Eiche der Diasporapoesie, dessen literarisches Erbe einen tiefen und stabilen Einfluss auf die moderne Poesie nicht nur der Diaspora, sondern auch Armeniens hat.“ Der Schriftsteller und Journalist Rober Haddeciyan von der Marmara wird wie folgt zitiert: „alle Wege unserer Dichtungen führen nicht nach Rom, sondern zu Zahrad.“
Der Präsident Armeniens Robert Kotscharjan zeichnete Zahrad wegen seines Beitrags zur armenischen Literatur und Kultur mit der Mowses-Chorenazi-Medaille aus.

## Werke
- «Մեծ քաղաքը» (Große Stadt, Istanbul, 1960)
- «Գունաւոր սահմաններ» (Gefärbte Grenzen, Istanbul, 1968)
- «Բարի Երկինք» (Ziemlicher Himmel, Istanbul, 1971)
- «Կանանչ հող» (Grüne Erde, Paris, 1976)
- «Մէկ քարով երկու գարուն» (Zwei Frühlinge mit einem Stein, Istanbul, 1989)
- «Մաղ մը ջուր» (Eine Sieve von Wasser, Istanbul, 1995)
- «Ծայրը ծայրին» (Ein tighter Fit, Istanbul, 2001)
- «Ջուրը պատէն վեր» (Wasser über der Mauer, Istanbul, 2004)[4]